# Superstreet

Een vereenvoudigde weergave van een superstreet

Een superstreet (letterlijk: superstraat), ook wel RCUT (restricted crossing U-turn), is een kruispunt, waarbij links afslaand verkeer vanaf een kleinere weg rechts moet afslaan en daarna om moet keren en rechtdoorgaand verkeer niet direct rechtdoor kan rijden. Het is een variant van de Michigan left. Maar bij deze variant wordt links afslaan voor de grotere weg vergemakkelijkt en rechtdoor rijden voor de kleine weg moeilijker gemaakt.
Vanaf de grote weg kan het verkeer normaal afslaan en rechtdoor rijden. Voor de kleine weg gebeurt alleen het rechts afslaan op de normale manier. Rechtdoorgaand en links afslaand verkeer moet eerst rechts afslaan om daarna om te keren. Als het kruispunt voor de tweede keer wordt bereikt slaat het rechtdoorgaande verkeer rechts af en het links afslaande verkeer rijdt rechtdoor.

## Voor- en nadelen
Een superstreet heeft zowel voor- als nadelen. Volgens een onderzoek daalt de reistijd van alle verkeersstromen met 20 procent, het aantal verkeersongevallen met 46 procent en het aantal verkeersongevallen met letsel met 63 procent.
Daartegenover staat dat de verkeersstromen vanaf de kleine weg ernstig worden gehinderd. Zij moeten meer afslaande bewegingen maken dan op een normaal kruispunt. Ook kost een superstreet veel ruimte, omdat de middenberm breed genoeg moet zijn om te keren.